# Uroobovella pectinatasimilis
Uroobovella pectinatasimilis es una especie de arácnido del orden Mesostigmata de la familia Urodinychidae.

## Distribución geográfica
Se encuentra en Indonesia.